# Shelley (Suffolk)
Shelley ist ein Dorf und civil parish im District Babergh in der Grafschaft Suffolk, England. Im Jahr 2001 hatte es eine Bevölkerung von 66 Personen.